# オヨナ
オヨナ （Oyonnax）は、フランス、オーヴェルニュ＝ローヌ＝アルプ地域圏、アン県のコミューン。

## 地理・気候
アン県北部、ビュジェ山地北端に位置する。
半大陸性気候で、寒い冬と温暖な夏がある。降雨は大半が夏期に集中する。

## 歴史
オヨナとは、ローマ人の言葉でOyo Naxos、『ヒツジの半島』を意味する。
数世紀にわたって農村だったオヨナは、17世紀から手工業、19世紀からは産業にひきつけられた外国人がやってきて急速に発展した。1850年当時、ヨーロッパの至るところへ製品を売る会社が数社あった。この後村から町へ、そして都市へ成長した。19世紀後半からプラスチック、セルロイド製造業が盛んになった。
第二次世界大戦中のオヨナは、名だたる出来事の舞台となった。近郊にドイツ軍がいるというのに、1943年11月11日、マキの部隊が、連合国軍に協力するため、オヨナの通りを行進したのである。この行為のため、オヨナは戦後にレジスタンス勲章を授かっている。
1950年代以降、倍増する人口に対して新地区と住宅建設がついていかず、コミューン全体として住宅価格が高い。これは、ジュラ山脈や標高1000mの森林地帯、ジュナン湖に囲まれている立地条件のため、土地が少ないことがあげられる。

## 交通
- 道路 - A404
- 鉄道 - TERの駅あり。

## 姉妹都市
- アイスリンゲン/フィルス、ドイツ

## ギャラリー

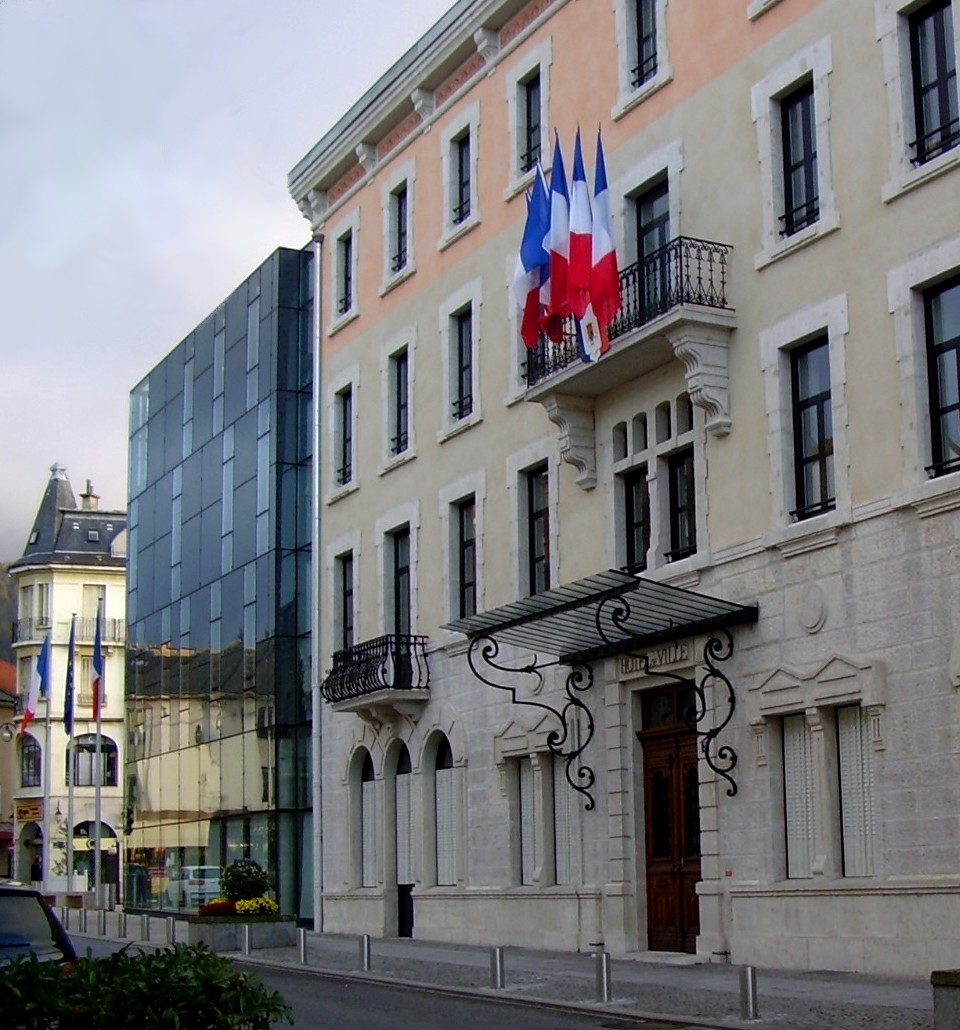
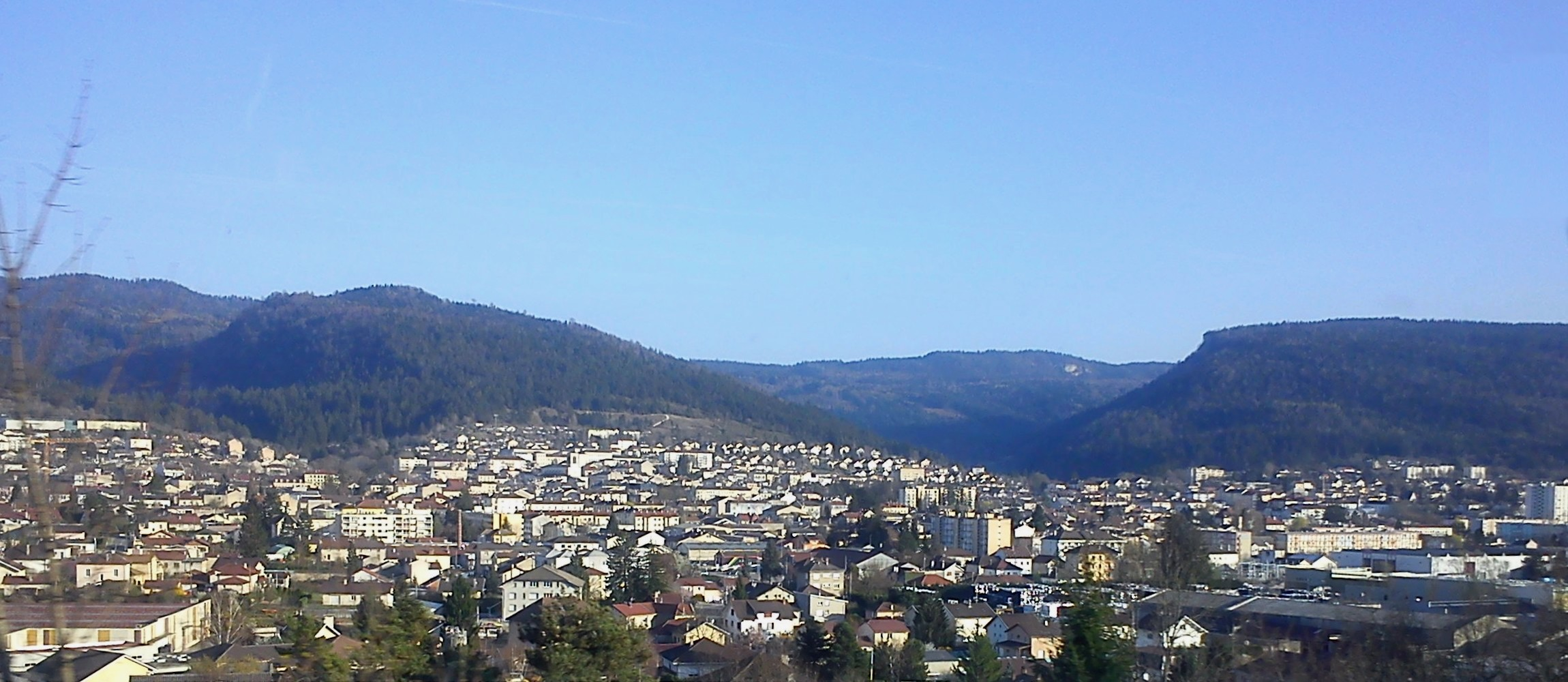
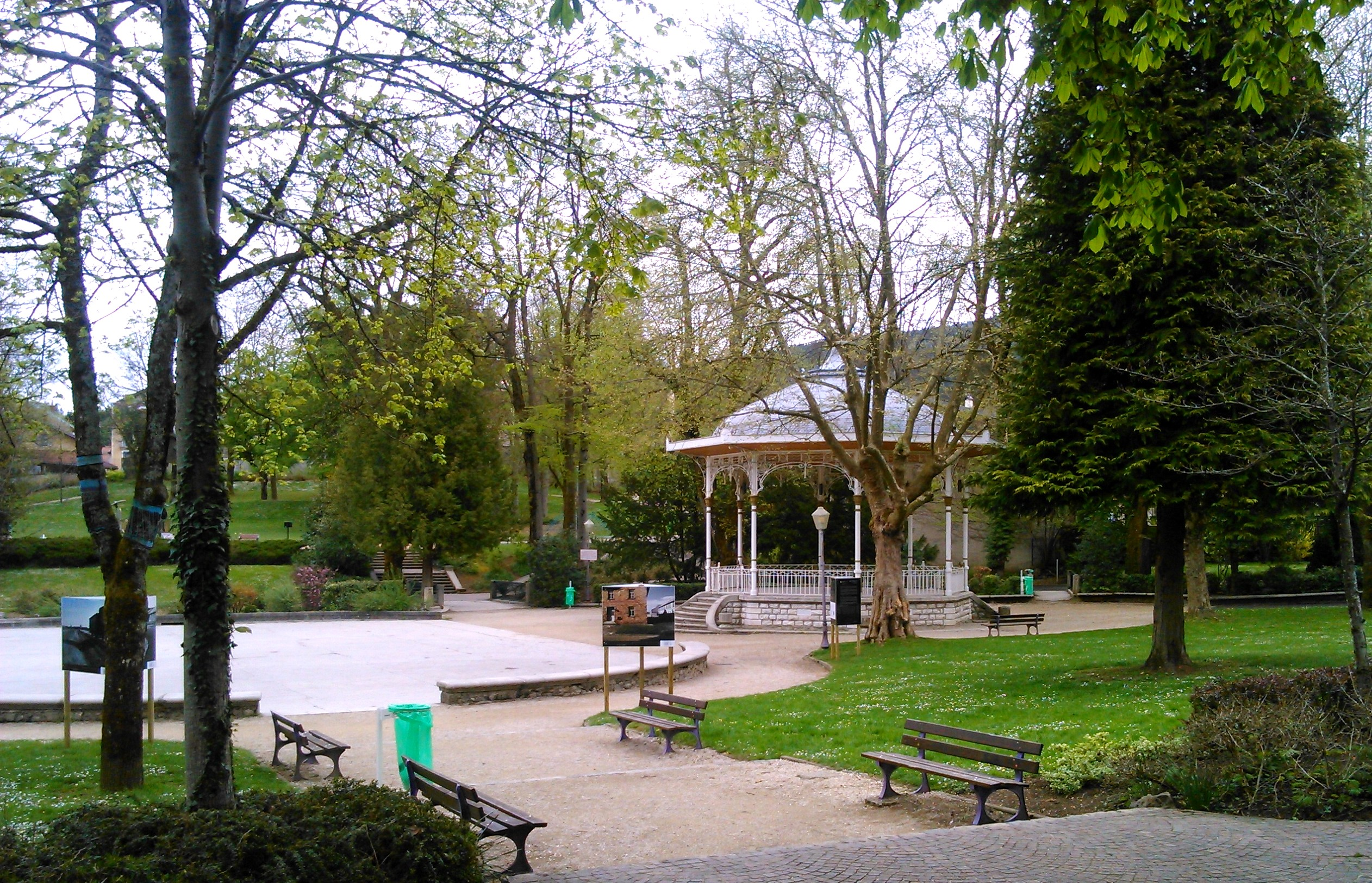
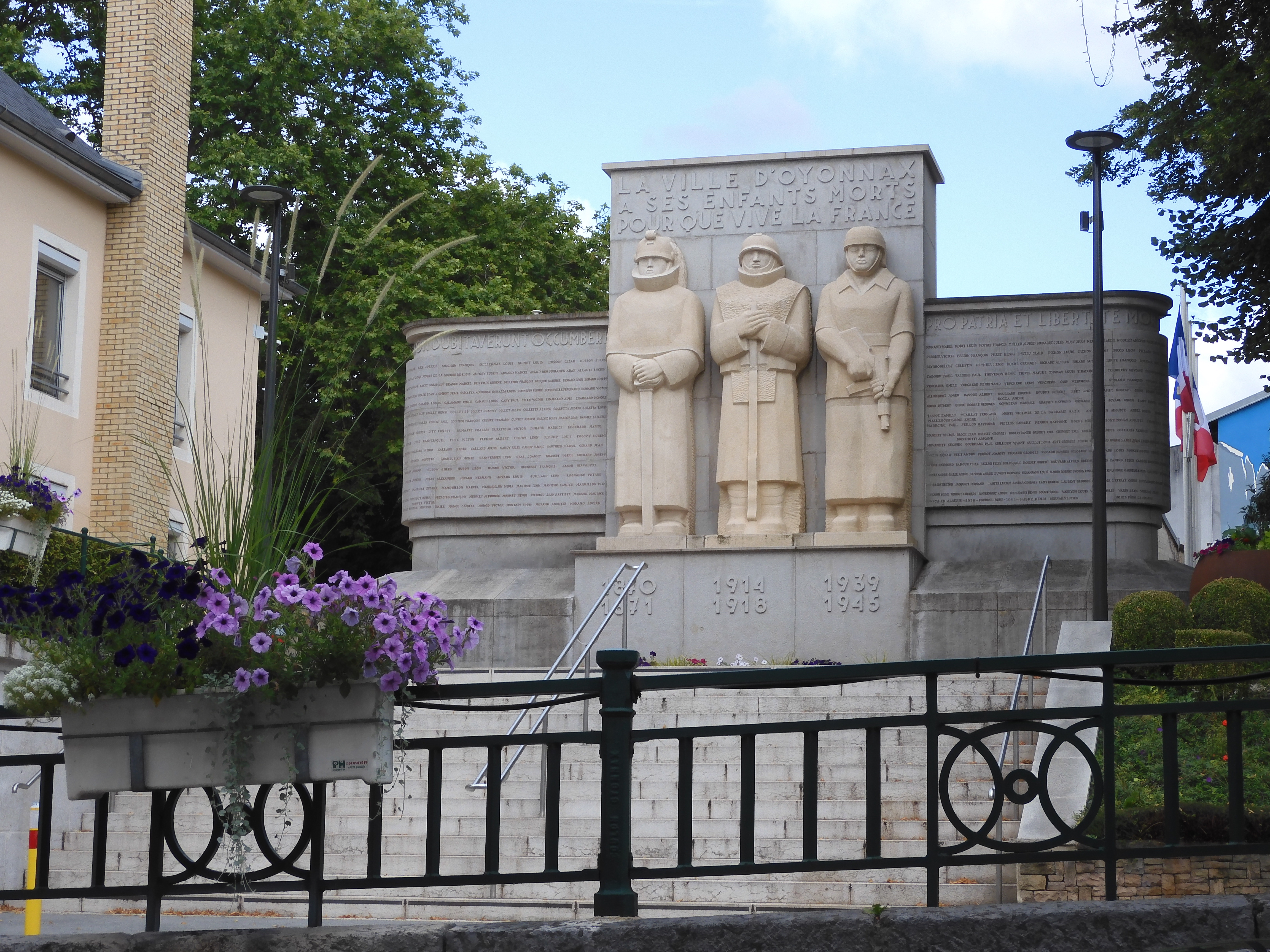
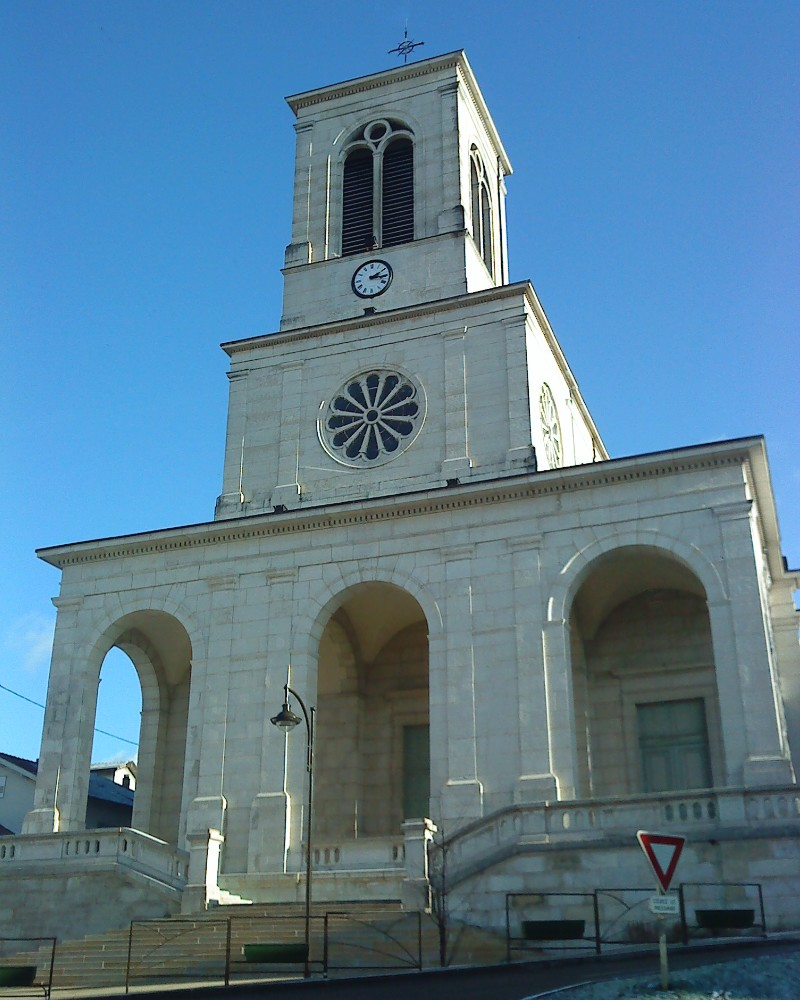
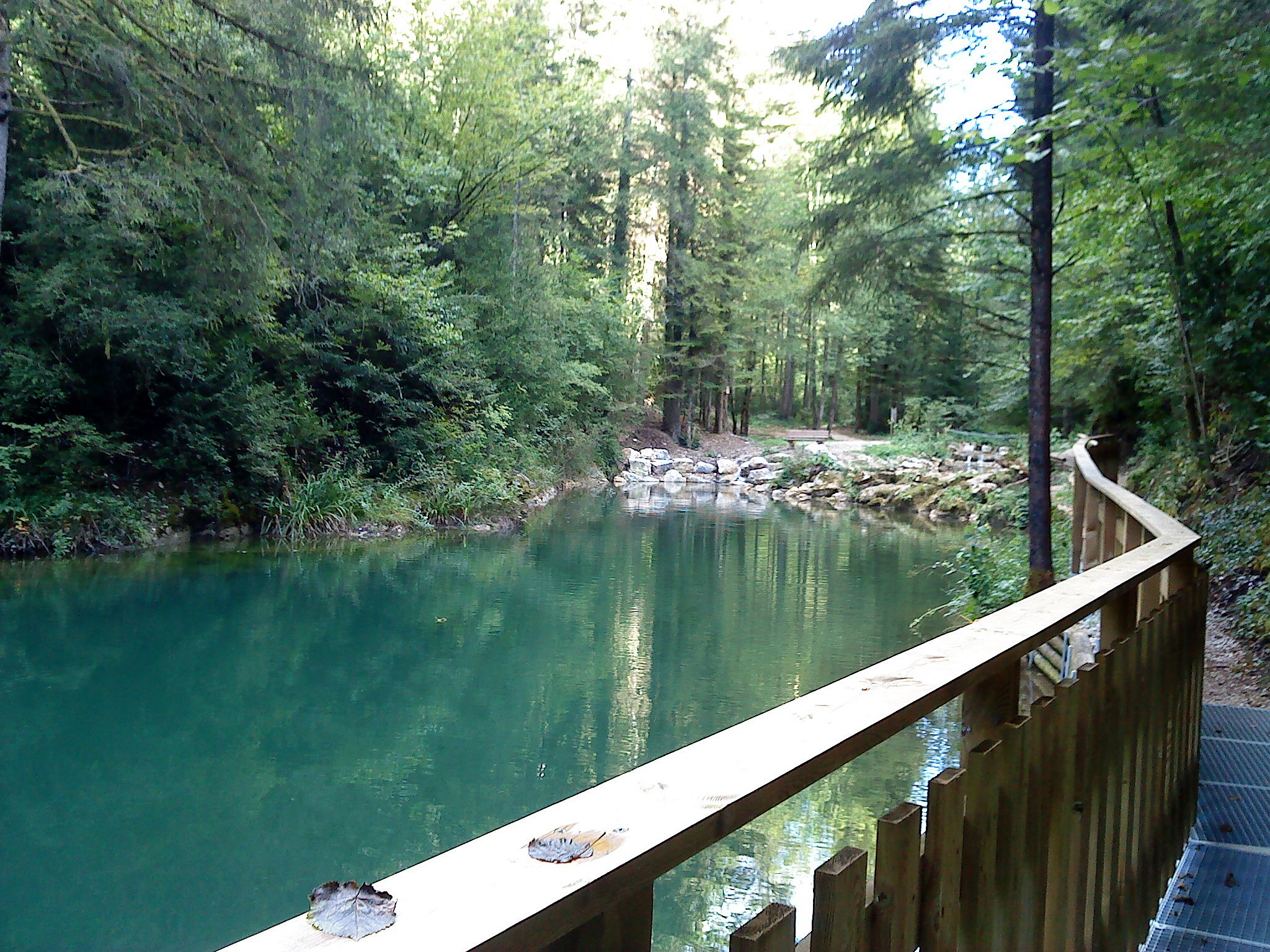